# Cryptocarya samoensis
Cryptocarya samoensis là loài thực vật có hoa trong họ Nguyệt quế. Loài này được Christoph. miêu tả khoa học đầu tiên năm 1935.